# Augusto Ramos Soares
Augusto Ramos Soares (Baucau, 22 agosto 1986) è un ex maratoneta e mezzofondista est-timorese.
Ha rappresentato per tre edizioni consecutive il proprio paese dal 2008 al 2016. In occasione della cerimonia d'apertura dei Giochi di Londra 2012 è stato portabandiera della delegazione.

## Palmarès
| Anno | Manifestazione              | Sede           | Evento        | Risultato | Prestazione | Note                          |
| ---- | --------------------------- | -------------- | ------------- | --------- | ----------- | ----------------------------- |
| 2007 | Giochi asiatici indoor      | Macao          | 3000 m piani  | 11º       | 9'37"67     |                               |
| 2008 | Giochi olimpici             | Pechino        | Maratona      | dns       | dns         |                               |
| 2009 | Giochi del Sud-est asiatico | Vientiane      | Maratona      | 5º        | 2h30'04"    |                               |
| 2011 | Giochi del Sud-est asiatico | Palembang      | 5000 m piani  | 6º        | 15'27"54    |                               |
| 2011 | Giochi del Sud-est asiatico | Palembang      | 10000 m piani | 7º        | 32'40"94    |                               |
| 2011 | Campionati asiatici         | Kōbe           | 5000 m piani  | 18º       | 16'20"86    |                               |
| 2012 | Giochi olimpici             | Londra         | Maratona      | 84º       | 2h45'09"    |                               |
| 2013 | Campionati asiatici         | Pune           | 1500 m piani  | Batteria  | 4'22"28     |                               |
| 2015 | Campionati asiatici         | Wuhan          | 1500 m piani  | 13º       | 4'13"73     |                               |
| 2016 | Giochi olimpici             | Rio de Janeiro | 1500 m piani  | Batteria  | 4'11"35     | Miglior prestazione personale |
| 2017 | Giochi del Sud-est asiatico | Kuala Lumpur   | Maratona      | dnf       | dnf         |                               |

## Altre competizioni internazionali
2011
- Argento alla Dili City of Peace Marathon ( Dili) - 2h31'54"